# RED (2010)
RED (Retired and Extremely Dangerous) is een komische actiefilm uit 2010 van filmregisseur Robert Schwentke. De film is geproduceerd door met name Summit Entertainment, di Bonaventura Pictures en DC Entertainment. De film is gebaseerd op het stripverhaal Red van WildStorm/DC Comics. Het verhaal gaat over ex-geheim agent Frank Moses die bedreigd wordt door terroristen. Om achter hun identiteit te komen en hen te stoppen, verzamelt hij zijn oude team.

## Verhaal
Frank Moses is een voormalig CIA-agent. Hij is inmiddels met pensioen, maar omdat hij over een aantal geheime missies weet, is hij een doelwit voor de CIA. Hij stelt zijn oude team samen. Dit team bestaat uit Joe, Marvin en Victoria. Zij worden bestempeld als RED: Retired Extremely Dangerous.

## Rolverdeling
- Bruce Willis als Frank Moses
- John Malkovich als Marvin Boggs
- Mary-Louise Parker als Sarah Ross
- Helen Mirren als Victoria Winslow
- Morgan Freeman als Joe Matheson
- Karl Urban als William Cooper
- Brian Cox als Ivan Simanov
- Richard Dreyfuss als Alexander Dunning
- Julian McMahon als Vicepresident Robert Stanton
- Ernest Borgnine als Henry (man in de kluis)
- James Remar als Gabriel Singer

## Première
De wereldpremière van RED was op 29 september 2010, tijdens het Fantastic Fest, een jaarlijks filmfestival in Austin (Texas, Verenigde Staten). In het openingsweekeinde bracht de film $ 21,7 miljoen op, wat $ 30 miljoen minder was dan de film Jackass 3-D, die ook in dezelfde week uitkwam en ruim $ 50 miljoen opbracht in het openingsweekeinde.

## Beoordeling
RED werd goed ontvangen door de meeste critici. Op Metacritic heeft de film een score van 61 (uit 100) en op Rotten Tomatoes heeft 72% van de critici de film als 'fresh' (goed) beoordeeld. Ook onder het publiek werd de film goed ontvangen. Op Metacritic gaven gebruikers de film een 7.0 (uit 10) en op Rotten Tomatoes een 3.7 (uit 5) en vond 72% van het publiek de film goed.